# أسماك الفك
أسماك الفك (الاسم العلمي: Opistognathidae)، فصيلة أسماك من رتبة الفرخيات شعاعيات الزعانف.